# Pholcus phalangioides

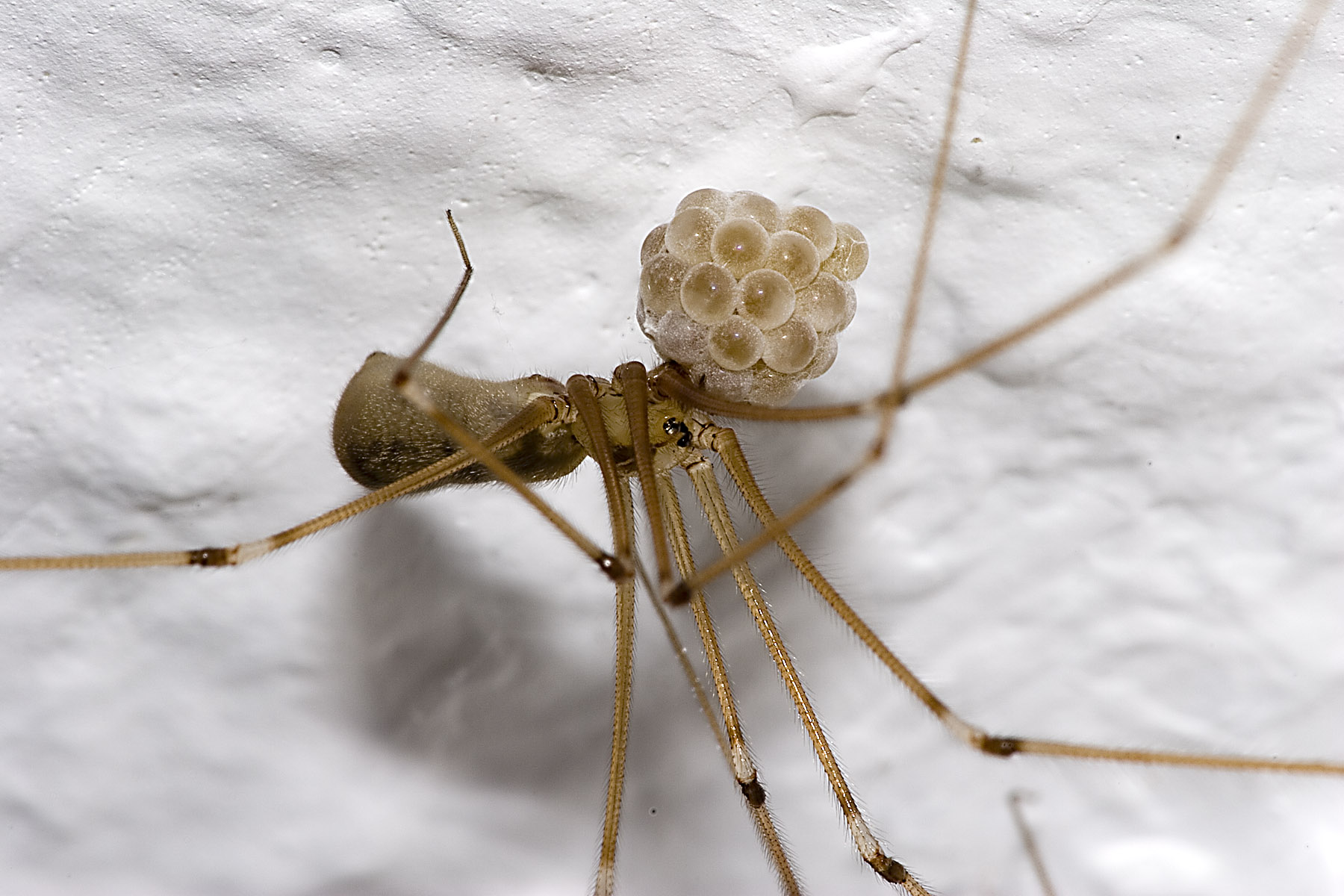
Una femmina con la sacca delle uova

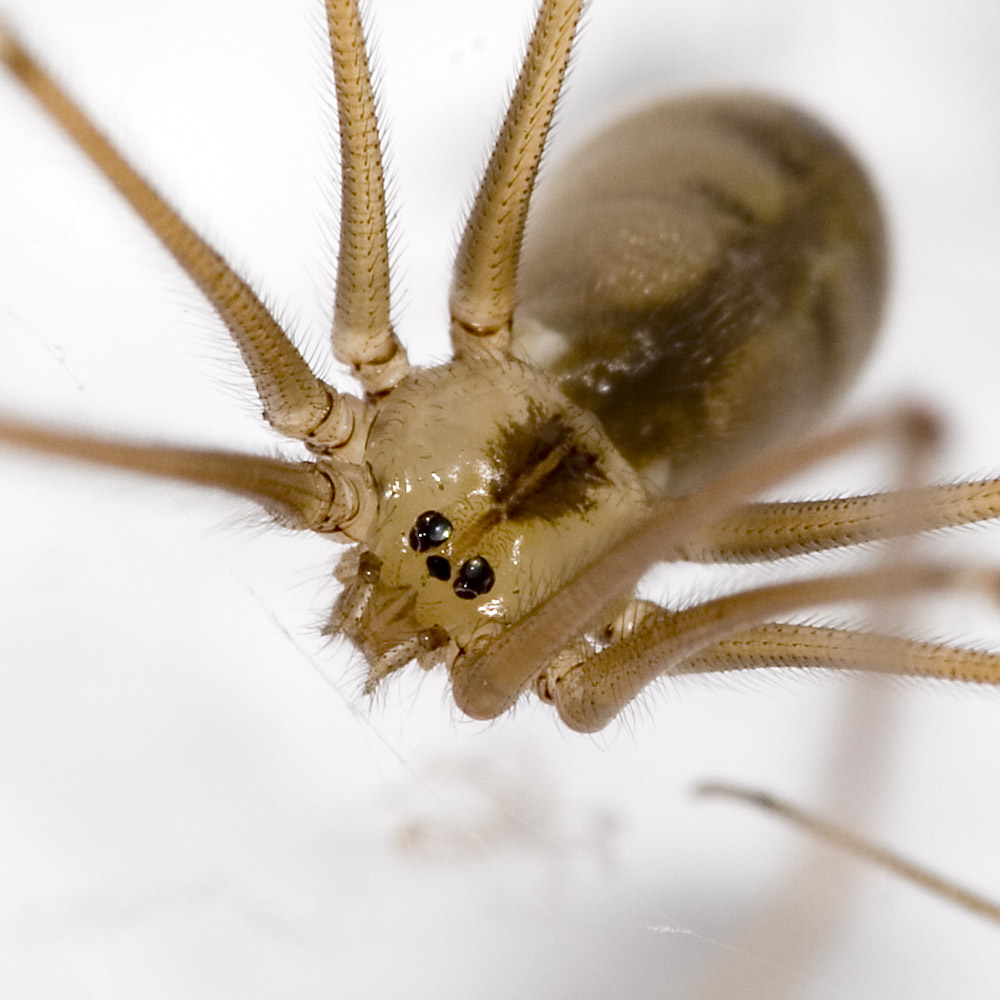
Femmina

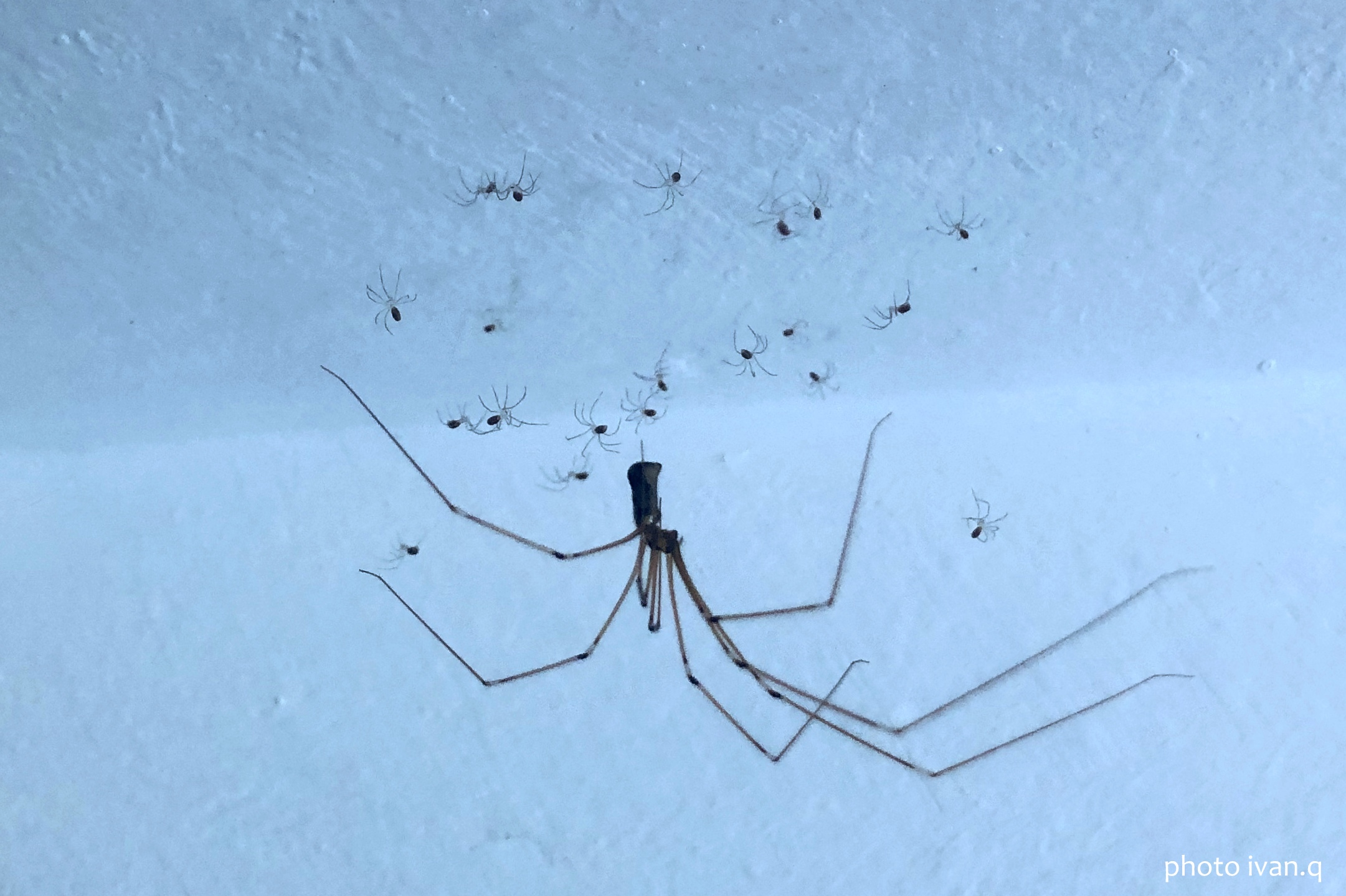
Femmina con prole

Il ragno ballerino (Pholcus phalangioides Fuesslin, 1775) è un ragno appartenente alla famiglia Pholcidae.
Prende il suo nome dal fatto che, se disturbato, si muove in modo ritmico.
Per le sue lunghe zampe sottili viene spesso confuso con gli aracnidi dell'ordine degli opilioni.

## Descrizione
Le femmine hanno una lunghezza del corpo di circa 7-9 mm, mentre i maschi sono leggermente più piccoli. Le zampe sono circa 5 o 6 volte la lunghezza del suo corpo (fino a 7 cm di lunghezza nelle femmine). Hanno una macchia scura sul torace chiaro e l'addome varia dal marrone al grigio, a volte anche giallognolo. Hanno le articolazioni tra femore e patella più scure del resto delle zampe. Ha 8 occhi raggruppati in 2 gruppi da 3 e 1 gruppo da 2. Se dovesse perdere una o più zampe, esse non ricresceranno.
Fa circa 6 mute prima di diventare adulto.

## Biologia
P. phalangioides ha l'abitudine di stringere la sua tela violentemente quando disturbato come meccanismo di difesa contro i predatori, compiendo un movimento circolare che può durare diverse decine di secondi: ciò gli ha fatto assumere il nome "ragno ballerino".
La femmina è sedentaria e vive circa 3 anni, il maschio è nomade (è continuamente alla ricerca di femmine per accoppiarsi) e vive 1-2 anni.
Il maschio per farsi riconoscere da una femmina muove in modo ritmico le zampe anteriori.

### Alimentazione
Costruisce una ragnatela di forma irregolare (spesso ad arco), per catturare le sue prede. Può facilmente catturare e mangiare altri ragni (anche specie molto più grandi di lui), insetti e onischi; quando il cibo è scarso, può predare i suoi simili. I ragni ballerini sono considerati utili in alcune parti del mondo, perché uccidono e mangiano altri ragni, comprese specie velenose.

### Riproduzione
Si può accoppiare durante tutto l'anno. Questa è una delle poche specie in cui la femmina non uccide il maschio dopo l'accoppiamento. La femmina depone 30-40 uova fecondate che terrà con i Cheliceri fino alla schiusa. Con un solo accoppiamento può deporre fino a 3 sacche ovariche (ognuna con meno uova della precedente).

### Veleno
Il ragno ballerino, della famiglia Pholcidae è tra i ragni più diffusi al mondo ma tra i meno pericolosi se non per gli altri invertebrati. Infatti recenti ricerche hanno dimostrato che il veleno ha un effetto letale sugli insetti. Nonostante sia stato dimostrato che le zanne del ragno (0,25 mm) sono più lunghe dello spessore della pelle  umana (0,1 mm) non è mai stato dimostrato che siano in grado di penetrarla. Non si sono comunque mai segnalati casi di morsi di questi ragni sugli uomini e sugli animali domestici.

## Distribuzione e habitat
Originariamente era una specie limitata a zone calde del Paleartico occidentale, ma, con l'aiuto degli umani, si è distribuito in gran parte del mondo. Non è in grado di sopravvivere a basse temperature (per questo è solito entrare nelle case). Poiché proviene dalle zone subtropicali, questi ragni non sembrano essere influenzati da variazioni stagionali e di razza.
Si tratta di uno degli aracnidi più comuni in Italia: si trova spesso nelle case, e principalmente in zone umide e ombrose, come scantinati, sottoscala, bocche di lupo, cantine, taverne, garage, grotte, sottotetti e zone poco frequentate, dove costruisce ragnatele negli angoli dei muri o negli anfratti; inoltre, può vivere anche assieme ad altri esemplari nello stesso ambiente.

## Voci correlate

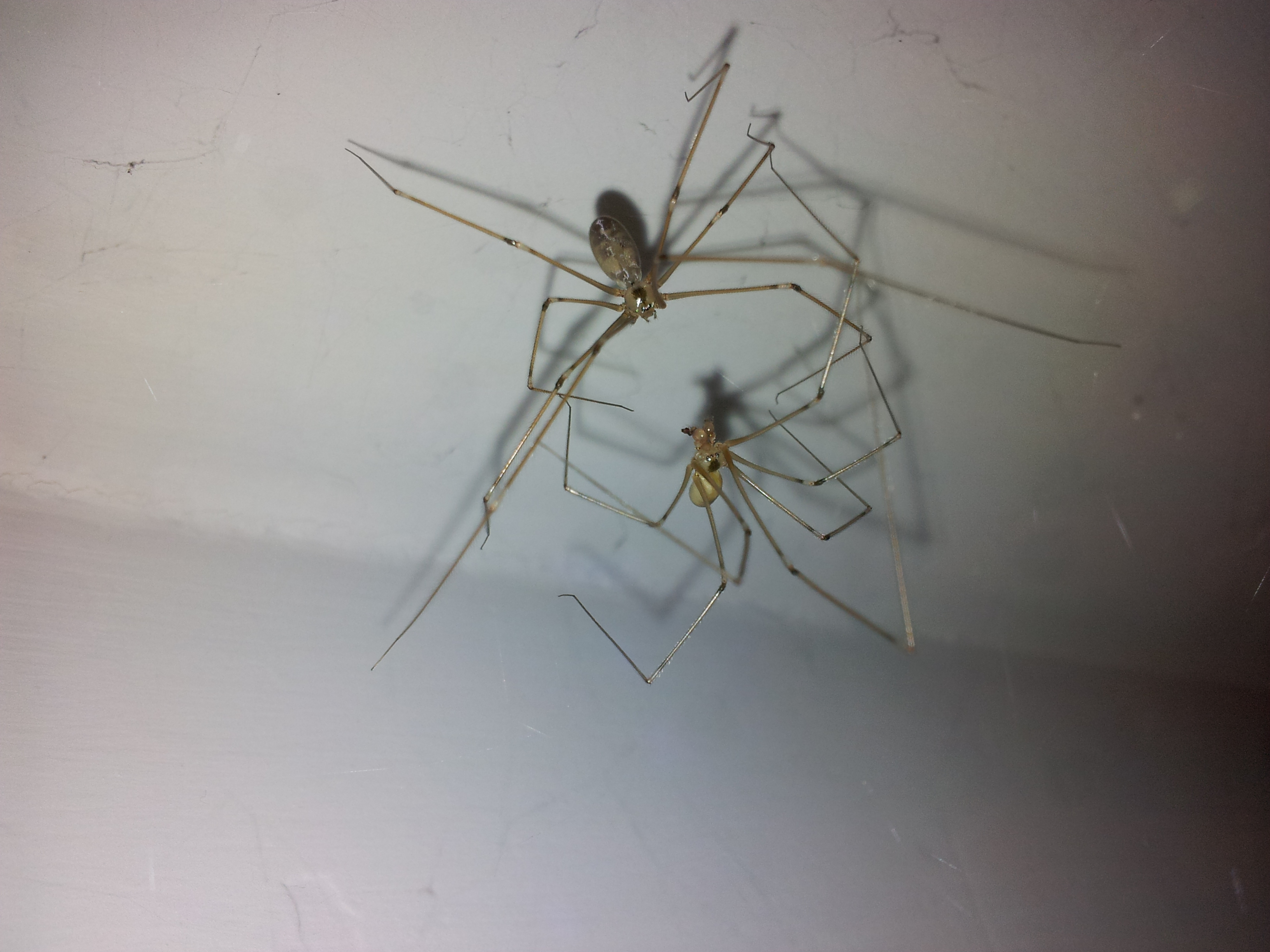
Corteggiamento